# Magne Hoseth
Magne Hoseth (Averøy, 13 ottobre 1980) è un allenatore di calcio ed ex calciatore norvegese, di ruolo centrocampista.

## Carriera

### Club

#### Gli esordi e la prima esperienza al Molde
Hoseth ha iniziato la carriera nell'Averøykameratene e si è legato al Molde nel 1999: ha esordito con questo club nell'Eliteserien quando ha sostituito Thomas Mork nel pareggio a reti inviolate contro lo Stabæk. Ha segnato la prima rete nella massima divisione norvegese l'8 agosto dello stesso anno, nel successo per 0-2 in casa dello Strømsgodset.

#### Il trasferimento in Danimarca
Nell'estate 2004, si è trasferito ai danesi del Copenaghen. Ha debuttato per la nuova squadra il 7 agosto, nella sfida di campionato contro il Viborg, che si è conclusa con una sconfitta per 3-2. La settimana seguente è arrivata la prima marcatura, che ha permesso alla sua squadra di raggiungere il definitivo pareggio per 1-1 contro l'Odense. Sempre nel 2004, è stato nominato giocatore dell'anno, nonostante fosse arrivato in Danimarca da pochi mesi.

#### Il ritorno in patria
Il 20 giugno 2005 è tornato in Norvegia, accordandosi con il Vålerenga, firmando un contratto della durata di quattro anni e mezzo. Ha esordito con questa maglia il 4 luglio: è stato infatti titolare nel successo per 3-0 sull'Odd Grenland. Il 13 agosto è andato per la prima volta in rete, contribuendo al successo per 0-2 in casa dello Aalesund. Alla fine dell'Eliteserien 2005, il Vålerenga si è laureato campione di Norvegia. Hoseth ha lasciato però la squadra a metà della stagione successiva, scegliendo di tornare al Molde.
L'8 novembre 2009 è stato schierato titolare nella finale del Norgesmesterskapet giocata contro l'Aalesund, in cui il Molde è stato sconfitto ai calci di rigore. Ha contribuito al successo finale nell'Eliteserien 2011, suo secondo campionato vinto in carriera. L'8 agosto 2012, in occasione di una sfida valida per la Champions League 2012-2013 contro il Basilea, ha sbagliato un calcio di rigore allo scadere dell'incontro, che se fosse stato segnato avrebbe – con ogni probabilità – regalato il passaggio del turno alla sua squadra.

#### Stabæk
Il 30 luglio 2014 è passato ufficialmente allo Stabæk, a cui si legò con un contratto valido fino al termine della stagione. Ha disputato il primo incontro in squadra in data 3 agosto, quando è stato schierato titolare nella vittoria per 4-1 sul Rosenborg. Il 23 agosto ha realizzato la prima e unica rete in campionato, nel successo per 2-3 sul campo dello Strømsgodset. Ha chiuso l'esperienza in squadra totalizzando 11 presenze e 3 reti.

#### Viking
Il 18 dicembre 2014 è passato al Viking, firmando un contratto valido a partire dal 1º gennaio 2015. Ha scelto di indossare la maglia numero 9. Ha esordito in squadra il 12 aprile, subentrando a Jón Daði Böðvarsson nel successo per 3-1 sul Tromsø. Il 13 luglio 2015 ha rescisso il contratto che lo legava al club. Ha lasciato la squadra dopo 12 presenze tra campionato e coppa, senza alcuna rete realizzata.

#### Aalesund
Il 24 luglio 2015, l'Aalesund ha annunciato d'aver ingaggiato Hoseth con un contratto valido fino al termine della stagione. Ha esordito in squadra il 2 agosto, schierato titolare nella vittoria interna per 2-0 sullo Start. Il 17 ottobre sono arrivate le prime reti, con una doppietta nella vittoria per 1-4 maturata sul campo dello Stabæk. Ha chiuso questa porzione di stagione in squadra con 10 presenze e 2 reti. È rimasto svincolato al termine del campionato 2015.

#### La parte finale della carriera
Il 19 gennaio 2016, il Notodden ha annunciato sul proprio sito internet d'aver tesserato Hoseth, che si è legato al nuovo club con un contratto biennale. Ha esordito in squadra il 7 maggio successivo, subentrando a Martin Soleim Holmen nella vittoria per 4-1 sul Vindbjart. Il 5 giugno 2016 ha messo a referto le prime reti, segnando una doppietta ai danni del Ørn-Horten e contribuendo così alla vittoria della sua squadra col punteggio di 7-3. Il 27 luglio 2017 ha rescisso l'accordo che lo legava al Notodden.
Durante la finestra di trasferimento estiva del 2017, Hoseth si è aggregato al Kristiansund – in Eliteserien – per sostenere un provino. Il 16 agosto successivo ha quindi firmato un contratto con il club, valido sino al termine della stagione in corso. Ha esordito in squadra il 20 agosto, sostituendo Sverre Økland nella sconfitta per 2-0 arrivata sul campo del Sogndal. Ha chiuso questa porzione di stagione in squadra a quota 3 presenze. Al termine dell'annata, si è ritirato dal calcio professionistico.
L'8 febbraio 2018 ha reso noto che avrebbe giocato per l'Averøykameratene, nelle serie minori del calcio norvegese.

### Nazionale
Hoseth ha giocato 16 incontri per la Norvegia under 21, con 6 reti all'attivo. Il primo di questi è datato 17 agosto 1999, quando è stato titolare nella sconfitta per 2-0 in casa del Portogallo under 21. Il 28 marzo 2000 ha segnato la prima marcatura, nella sconfitta per 2-1 contro la Svizzera.
Nella sua carriera ha raccolto anche 22 presenze con la Norvegia. Ha esordito nel successo per 2-1 sulla Bulgaria, quando è subentrato a Dan Eggen. Il 25 gennaio 2004 ha realizzato una delle reti (che è stata l'unica in nazionale maggiore della sua carriera) che ha permesso il successo sull'Honduras per 1-3 in amichevole.

## Statistiche

### Presenze e reti nei club
Statistiche aggiornate all'8 febbraio 2018.
| Stagione                | Club                    | Campionato              | Campionato | Campionato | Coppe nazionali | Coppe nazionali | Coppe nazionali | Coppe continentali | Coppe continentali | Coppe continentali | Supercoppe | Supercoppe | Supercoppe | Totale | Totale |
| Stagione                | Club                    | Comp                    | Pres       | Reti       | Comp            | Pres            | Reti            | Comp               | Pres               | Reti               | Comp       | Pres       | Reti       | Pres   | Reti   |
| ----------------------- | ----------------------- | ----------------------- | ---------- | ---------- | --------------- | --------------- | --------------- | ------------------ | ------------------ | ------------------ | ---------- | ---------- | ---------- | ------ | ------ |
| 1997                    | Averøykameratene        | 2D                      | 20         | 0          | CN              | ?               | ?               | -                  | -                  | -                  | -          | -          | -          | 20+    | 0+     |
| 1998                    | Averøykameratene        | 2D                      | 22         | 0          | CN              | ?               | ?               | -                  | -                  | -                  | -          | -          | -          | 22+    | 0+     |
| 1999                    | Molde                   | ES                      | 14         | 2          | CN              | ?               | ?               | -                  | -                  | -                  | -          | -          | -          | 14+    | 2+     |
| 2000                    | Molde                   | ES                      | 20         | 15         | CN              | 3               | 1               | CU                 | 2                  | 0                  | -          | -          | -          | 25     | 16     |
| 2001                    | Molde                   | ES                      | 24         | 10         | CN              | 3               | 4               | -                  | -                  | -                  | -          | -          | -          | 27     | 14     |
| 2002                    | Molde                   | ES                      | 21         | 7          | CN              | 3               | 3               | -                  | -                  | -                  | -          | -          | -          | 24     | 10     |
| 2003                    | Molde                   | ES                      | 24         | 11         | CN              | 3               | 0               | CU                 | 5                  | 3                  | -          | -          | -          | 32     | 14     |
| gen.-ago. 2004          | Molde                   | ES                      | 14         | 4          | CN              | 1               | 0               | -                  | -                  | -                  | -          | -          | -          | 15     | 4      |
| ago. 2004-2005          | Copenaghen              | SL                      | 28         | 8          | CD              | ?               | ?               | -                  | -                  | -                  | -          | -          | -          | 14+    | 2+     |
| lug.-dic. 2005          | Vålerenga               | ES                      | 12         | 1          | CN              | 2               | 0               | UCL+CU             | 2+2                | 0                  | -          | -          | -          | 18     | 1      |
| gen.-lug. 2006          | Vålerenga               | ES                      | 8          | 0          | CN              | 1               | 0               | -                  | -                  | -                  | -          | -          | -          | 9      | 0      |
| Totale Vålerenga        | Totale Vålerenga        | Totale Vålerenga        | 19         | 1          |                 | 3               | 0               |                    | 4                  | 0                  |            | -          | -          | 26     | 1      |
| lug.-dic. 2006          | Molde                   | ES                      | 11         | 4          | CN              | 0               | 0               | CU                 | 3                  | 0                  | -          | -          | -          | 14     | 4      |
| 2007                    | Molde                   | 1D                      | 24         | 6          | CN              | 0               | 0               | -                  | -                  | -                  | -          | -          | -          | 24     | 6      |
| 2008                    | Molde                   | ES                      | 21         | 3          | CN              | 5               | 5               | -                  | -                  | -                  | -          | -          | -          | 26     | 8      |
| 2009                    | Molde                   | ES                      | 26         | 7          | CN              | 7               | 2               | -                  | -                  | -                  | -          | -          | -          | 33     | 9      |
| 2010                    | Molde                   | ES                      | 25         | 9          | CN              | 3               | 1               | UEL                | 4                  | 1                  | -          | -          | -          | 32     | 11     |
| 2011                    | Molde                   | ES                      | 25         | 5          | CN              | 3               | 0               | -                  | -                  | -                  | -          | -          | -          | 28     | 5      |
| 2012                    | Molde                   | ES                      | 16         | 3          | CN              | 4               | 2               | UCL+UEL            | 3+2                | 0                  | S          | 1          | 0          | 26     | 5      |
| 2013                    | Molde                   | ES                      | 14         | 4          | CN              | 4               | 3               | UCL+UEL            | 2+1                | 0                  | -          | -          | -          | 21     | 7      |
| gen.-lug. 2014          | Molde                   | ES                      | 5          | 0          | CN              | 2               | 0               | UEL                | 2                  | 1                  | -          | -          | -          | 9      | 1      |
| Totale Molde            | Totale Molde            | Totale Molde            | 284        | 85         |                 | 33+             | 21+             |                    | 24+                | 5+                 |            | 1          | 0          | 338+   | 111+   |
| lug.-dic. 2014          | Stabæk                  | ES                      | 9          | 1          | CN              | 2               | 2               | -                  | -                  | -                  | -          | -          | -          | 11     | 3      |
| gen.-lug. 2015          | Viking                  | ES                      | 9          | 0          | CN              | 3               | 0               | -                  | -                  | -                  | -          | -          | -          | 12     | 0      |
| lug.-dic. 2015          | Aalesund                | ES                      | 10         | 2          | CN              | -               | -               | -                  | -                  | -                  | -          | -          | -          | 10     | 2      |
| 2016                    | Notodden                | 2D                      | 13         | 4          | CN              | 0               | 0               | -                  | -                  | -                  | -          | -          | -          | 13     | 4      |
| gen.-lug. 2017          | Notodden                | 2D                      | 5          | 0          | CN              | 3               | 1               | -                  | -                  | -                  | -          | -          | -          | 8      | 1      |
| Totale Notodden         | Totale Notodden         | Totale Notodden         | 18         | 4          |                 | 3               | 1               |                    | -                  | -                  |            | -          | -          | 21     | 5      |
| ago.-dic. 2017          | Kristiansund            | ES                      | 3          | 0          | CN              | -               | -               | -                  | -                  | -                  | -          | -          | -          | 3      | 0      |
| 2018                    | Averøykameratene        | 4D                      | 20         | 0          | CN              | 0               | 0               | -                  | -                  | -                  | -          | -          | -          | 0      | 0      |
| Totale Averøykameratene | Totale Averøykameratene | Totale Averøykameratene | 42         | 0          |                 | ?               | ?               |                    | -                  | -                  |            | -          | -          | 42+    | 0+     |
| Totale                  | Totale                  | Totale                  | 413        | 101        |                 | 41+             | 24+             |                    | 28+                | 5+                 |            | 1          | 0          | 479+   | 130+   |

### Cronologia presenze e reti in nazionale
| Cronologia completa delle presenze e delle reti in nazionale ― Norvegia | Cronologia completa delle presenze e delle reti in nazionale ― Norvegia | Cronologia completa delle presenze e delle reti in nazionale ― Norvegia | Cronologia completa delle presenze e delle reti in nazionale ― Norvegia | Cronologia completa delle presenze e delle reti in nazionale ― Norvegia | Cronologia completa delle presenze e delle reti in nazionale ― Norvegia | Cronologia completa delle presenze e delle reti in nazionale ― Norvegia | Cronologia completa delle presenze e delle reti in nazionale ― Norvegia |
| Data                                                                    | Città                                                                   | In casa                                                                 | Risultato                                                               | Ospiti                                                                  | Competizione                                                            | Reti                                                                    | Note                                                                    |
| ----------------------------------------------------------------------- | ----------------------------------------------------------------------- | ----------------------------------------------------------------------- | ----------------------------------------------------------------------- | ----------------------------------------------------------------------- | ----------------------------------------------------------------------- | ----------------------------------------------------------------------- | ----------------------------------------------------------------------- |
| 25-4-2001                                                               | Oslo                                                                    | Norvegia                                                                | 2 – 1                                                                   | Bulgaria                                                                | Amichevole                                                              | -                                                                       |                                                                         |
| 27-3-2002                                                               | Tunisi                                                                  | Tunisia                                                                 | 0 – 0                                                                   | Norvegia                                                                | Amichevole                                                              | -                                                                       |                                                                         |
| 22-5-2002                                                               | Bodø                                                                    | Norvegia                                                                | 1 – 1                                                                   | Islanda                                                                 | Amichevole                                                              | -                                                                       |                                                                         |
| 22-1-2004                                                               | Hong Kong                                                               | Svezia                                                                  | 0 – 3                                                                   | Norvegia                                                                | Amichevole                                                              | -                                                                       |                                                                         |
| 25-1-2004                                                               | Hong Kong                                                               | Honduras                                                                | 1 – 3                                                                   | Norvegia                                                                | Amichevole                                                              | 1                                                                       |                                                                         |
| 28-1-2004                                                               | Singapore                                                               | Singapore                                                               | 2 – 5                                                                   | Norvegia                                                                | Amichevole                                                              | -                                                                       |                                                                         |
| 18-2-2004                                                               | Belfast                                                                 | Irlanda del Nord                                                        | 1 – 4                                                                   | Norvegia                                                                | Amichevole                                                              | -                                                                       |                                                                         |
| 31-3-2004                                                               | Belgrado                                                                | Serbia e Montenegro                                                     | 0 – 1                                                                   | Norvegia                                                                | Amichevole                                                              | -                                                                       |                                                                         |
| 28-4-2004                                                               | Oslo                                                                    | Norvegia                                                                | 3 – 2                                                                   | Russia                                                                  | Amichevole                                                              | -                                                                       |                                                                         |
| 27-5-2004                                                               | Oslo                                                                    | Norvegia                                                                | 0 – 0                                                                   | Galles                                                                  | Amichevole                                                              | -                                                                       |                                                                         |
| 18-8-2004                                                               | Oslo                                                                    | Norvegia                                                                | 2 – 2                                                                   | Belgio                                                                  | Amichevole                                                              | -                                                                       |                                                                         |
| 4-9-2004                                                                | Palermo                                                                 | Italia                                                                  | 2 – 1                                                                   | Norvegia                                                                | Qual. Mondiali 2006                                                     | -                                                                       |                                                                         |
| 8-9-2004                                                                | Oslo                                                                    | Norvegia                                                                | 1 – 1                                                                   | Bielorussia                                                             | Qual. Mondiali 2006                                                     | -                                                                       |                                                                         |
| 9-10-2004                                                               | Glasgow                                                                 | Scozia                                                                  | 0 – 1                                                                   | Norvegia                                                                | Qual. Mondiali 2006                                                     | -                                                                       |                                                                         |
| 16-11-2004                                                              | Londra                                                                  | Australia                                                               | 2 – 2                                                                   | Norvegia                                                                | Amichevole                                                              | -                                                                       |                                                                         |
| 9-2-2005                                                                | Ta' Qali                                                                | Malta                                                                   | 0 – 3                                                                   | Norvegia                                                                | Amichevole                                                              | -                                                                       |                                                                         |
| 30-3-2005                                                               | Chișinău                                                                | Moldavia                                                                | 0 – 1                                                                   | Norvegia                                                                | Qual. Mondiali 2006                                                     | -                                                                       |                                                                         |
| 8-6-2005                                                                | Stoccolma                                                               | Svezia                                                                  | 3 – 2                                                                   | Norvegia                                                                | Amichevole                                                              | -                                                                       |                                                                         |
| 25-1-2006                                                               | San Francisco                                                           | Messico                                                                 | 2 – 1                                                                   | Norvegia                                                                | Amichevole                                                              | -                                                                       |                                                                         |
| 29-1-2006                                                               | Los Angeles                                                             | Stati Uniti                                                             | 5 – 0                                                                   | Norvegia                                                                | Amichevole                                                              | -                                                                       |                                                                         |
| 12-8-2006                                                               | Oslo                                                                    | Norvegia                                                                | 4 – 0                                                                   | Scozia                                                                  | Qual. Mondiali 2006                                                     | -                                                                       |                                                                         |
| 5-9-2006                                                                | Reykjavík                                                               | Islanda                                                                 | 1 – 1                                                                   | Norvegia                                                                | Qual. Mondiali 2006                                                     | -                                                                       |                                                                         |
| Totale                                                                  |                                                                         | Presenze                                                                | 22                                                                      |                                                                         | Reti                                                                    | 1                                                                       |                                                                         |

#### Club
Statistiche aggiornate al 21 febbraio 2023.
| Stagione        | Squadra         | Campionato      | Campionato | Campionato | Campionato | Campionato | Coppe nazionali | Coppe nazionali | Coppe nazionali | Coppe nazionali | Coppe nazionali | Coppe continentali | Coppe continentali | Coppe continentali | Coppe continentali | Coppe continentali | Altre coppe | Altre coppe | Altre coppe | Altre coppe | Altre coppe | Totale | Totale | Totale | Totale | % Vittorie | Piazzamento |
| Stagione        | Squadra         | Comp            | G          | V          | N          | P          | Comp            | G               | V               | N               | P               | Comp               | G                  | V                  | N                  | P                  | Comp        | G           | V           | N           | P           | G      | V      | N      | P      | %          | Piazzamento |
| --------------- | --------------- | --------------- | ---------- | ---------- | ---------- | ---------- | --------------- | --------------- | --------------- | --------------- | --------------- | ------------------ | ------------------ | ------------------ | ------------------ | ------------------ | ----------- | ----------- | ----------- | ----------- | ----------- | ------ | ------ | ------ | ------ | ---------- | ----------- |
| 2022            | KÍ Klaksvík     | F               | 27         | 25         | 2          | 0          | L               | 5               | 3               | 1               | 1               | UCL+UECL           | 2+4                | 1+2                | 0+1                | 1+1                | SF          | 1           | 1           | 0           | 0           | 39     | 32     | 4      | 3      | 82,05      | 1º          |
| 2023            | KÍ Klaksvík     | F               | 27         | 21         | 4          | 2          | L               | 1               | 0               | 0               | 1               | UCL+UEL+UECL       | 6+2+5              | 2+0+1              | 3+1+1              | 1+1+3              | SF          | 1           | 0           | 1           | 0           | 42     | 24     | 10     | 8      | 57,14      | 1º          |
| Totale carriera | Totale carriera | Totale carriera | 54         | 46         | 6          | 2          |                 | 6               | 3               | 1               | 2               |                    | 19                 | 6                  | 6                  | 7                  |             | 2           | 1           | 1           | 0           | 81     | 56     | 14     | 11     | 69,14      |             |

## Palmarès

### Giocatore

#### Competizioni nazionali
- Campionato norvegese: 3

Vålerenga: 2005
Molde: 2011, 2012
- Superfinalen: 1

Molde: 2012
- Coppa di Norvegia: 1

Molde: 2013

#### Competizioni internazionali
- Royal League: 1

Copenhagen: 2004-2005